# Johannes Schmid von Grüneck
Johannes Schmid von Grüneck (* um 1700; † nach 1765) war ein Schweizer Glockengiesser in Chur. Er führte die Churer Glockengiesser-Tradition des 17. und 18. Jahrhunderts fort und schuf zwischen 1722 und 1764 mindestens zwei Dutzend Glocken für Bündner Kirchen.

## Leben

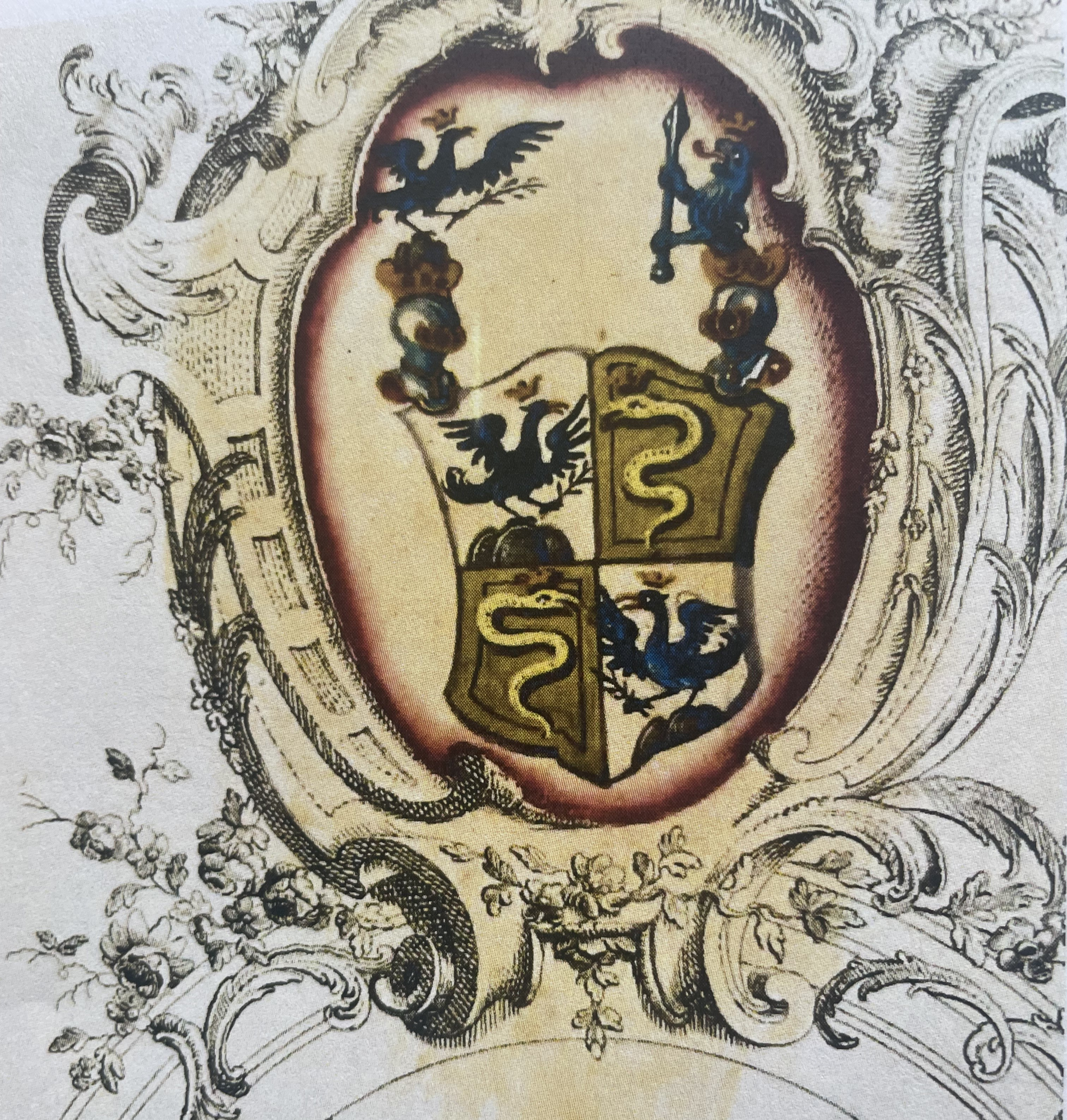
Wappen Familie Schmid von Grüneck

Über das Leben von Johannes Schmid von Grüneck (auch Johann, Johan, Johanes bzw. Grueneck, Grüneckh) ist wenig bekannt. Der in Chur eingebürgerte Johannes Schmid von Grüneck stammt wohl aus dem Bündner Oberland oder von Grünegg bei Müllheim TG. Er war Schüler und Nachfolger von Matheus Albert und führte die Churer Glockengiesser-Tradition nach Gaudentz Hempel und Matheus Albert in dritter 'Generation' fort. Schmid von Grünecks Nachfolger wurde Rageth Mathis.

## Werke
- 1722 – Reformierte Kirche Mutten. Inschrift: ICH  RUFFEN EUCH ZUM HAUS DES HERREN DAS WORT GOTTES ZU HÖREN. GOSS MICH DER GEMEIND MUTTEN JOHANNES SCHMID V. GRUENECK BURGER IN CHUR ANNO 1722 DEN 14. APRILEN.[3]
- 1722 – Reformierte Kirche Obermutten. Inschrift: DER GEMEIND MUTTEN SOLI DEOGLORIA. JOHANNES SCHMID V. GRUENECK BURGER IN CHUR GOSS MICH ANNO 1722 DEN 14. APRILEN[4]
- 1731 – Reformierte Kirche Fanas. Inschrift: ICH  RUFFEN EUCH ZUM HAUS DES HERRN DAS WORT AN ZU HÖREN. JOHANNES SCHMID V. GRÜNECK BURGER IN CHUR GOS MICH ANNO 1731 DEN 12. JULY[5]
- 1732 - Reformierte Kirche Fläsch. Inschrift: 1732 GOSS MICH JOHANNES SCHMIDT VON KUR UND CHRISTIAN SCHMIDT VON BREGENZ[6]
- 1733 – Reformierte Kirche Flerden. Inschrift: JOHANNES SCHMID VON GRUENECKH BURGER IN CHUR GOSS MICH 1733[7]
- 1735 - Reformierte Kirche Saas im Prättigau. Inschrift: ZU GOTTES EHR JOHANNES SCHMIDT VON CHUR UND CHRISTIAN SCHMIDT VON BREGENZ GOSSEN MICH 1735[8]
- 1735 - Reformierte Kirche Felsberg GR. Inschrift: JOHANN SCHMID VON CHUR UND CHRISTIAN SCHMID VONBREGENZ HABEN MICH GEGOSSEN 1735[9]
- 1735 – Pfarrkirche Plaiv Vella GR. Inschrift: CHRISTIAN SCHMID VON BREGENZ UND JOHANNES SCHMID VON GRUENECK  BURGER IN CHUR GOSSEN MICH 1735[10]
- 1741 – Reformierte Kirche Poschiavo. Inschrift: JOHANN SCHMID VON GRÜNECK IN CHUR UND CHRISTIAN SCHMID VON BREGENZ[11]
- 1743 – Reformierte Kirche Donat GR. Zwei Glocken, beide mit der Inschrift: JOHANES SCHMID V GRUENECK BURGER IN CUR GOSS MICH ANNO 1743 DEN 6. 7BER (September)[12]
- 1743 – Reformierte Kirche Sagogn. Inschrift: ICH RUEFEN EUCH ZUM HAUS DES HERREN DAS WORT ANZUHÖREN. JOHANES SCHMID V GRUENECK BURGER IN CUR GOSS MICH DEN 9. 8BER (Oktober) 1743[13]
- 1745 – Reformierte Kirche Tenna. Inschrift: LOBETT DES HERREN NAMENEWIGLICH - ANNO 1745 DEN 19. OKOTBER JOHANES SCHMI V GRÜNECK BURGER IN CHUR GOSS MICH DER GEMEINDE THENNA.[14]
- 1745 – Reformierte Kirche Portein. Inschrift: JOHANNES SCHMID V GRUENECK BURGER IN CUR GOSS MICH 1745[15]
- 1745 – Reformierte Kirche Tschappina. Inschrift: ICH RUFFEN EUCH ZUM HAUS DES HERREN DAS WORT GOTTES AN ZU HÖREN JOHANES SCHMID V GRÜNECK BURGER IN CUR GOSS MICH DER GEMEINDT TSCHAPPINA ANNO 1745 DEN 9. AUGUST[16]
- 1745 - Reformierte Kirche Urmein. Zwei Glocken[17]
- 1745 – Reformierte Kirche Madulain. Zwei Glocken mit den Inschriften: ICH RUFFEN EUCH ZUM HAUS DES HERREN DAS WORT GOTTES AN ZU HÖREN /  JOHANES SCHMID V GRUENECK BURGER IN CUR GOSS MICH DER GEMEINDT MADOLEIN 1745 DEN 3. 7BER (September) und LOBET DES HERREN NAMEN EWIGLICH ANNO 1745 DEN 3. 7BER (September) / JOHANES SCHMID V GRUENECK BURGER IN CUR GOSS MICH DER GEMEINDT MADOLEIN 1745[18]
- 1749 – Pfarrkirche s. Bernardo Rossa GR. Inschrift: JOH. SCHMIDT VON GRUENECK[19]
- 1750  und 1759 – Reformierte Kirche Malix. Zwie Glocken mit den Inschriften: ICH  RUFFEN EUCH ZUM HAUS DES HERRN DAS WORT ANZUHÖREN. JOHANNES SCHMID VON GRUENECK BURGER IN CHUR GOSS MICH DER GEMEIDNE MALIX ANNO 1750 DEN 29. MÄRZ und JOHANNES SCHMID VON GRUENECK BURGER IN CHUR GOSS MICH DER GEMEIDNE MALIX ANNO 1759 DEN 10. AUGUSTY.[20]
- 1753 – Kapelle St. Valentin in Burvagn, Surses. Inschrift: AVE MARIA GRATIA PLENA DOMINUS TECUM JOHANNES SCHMID V GRÜNECK,BURGER VON CUR GOSS MICH JULI 1753[21]
- 1753 – Pfarrkirche St. Blasius Tinizong. Inschrift: VON JOH. SCHMID V. GRÜNECK BURGER VON CHUR 1753.[22]
- 1753 - Pfarrkirche St. Anton und Leonhard in Rona GR. Inschrift: ORA PRO NOBIS A FULGURE ET TEMPESTATE LIBERA NOS DEOMINE - JOHANES SCHMI V. GRUENECK BURGER IN CUR GOSS MICH DEN 8. FEBRUARII ANNO 1753[23]
- 1755 – Kirche St. Luzius in Lain Vaz/Obervaz[24]
- 1756 – Kapelle St. Sebastian in Mutschnengia, Medel (Lucmagn). Inschrift: AVE MARIA GRATIA PLENA DOMINUS TECUM. JOANES SCHMID V. GRÜNEGK BURGER IN CHUR GOS MICH DEN 23. JENNER 1756[25]
- 1759 - Kapelle des Hl. Johannes Babt. in Vasön. Inschrift: SI DEUS PRO NOBIS QUIS CONTRA NOS / GOSS MICH JOHANN SCHMID VON GRÜNECK BURGER IN CHUR 1759[26]
- 1760 – Oratorio di San Vincenzo Ferreri Poschiavo. Inschrift: AVE MARIA GRATIA PLENA DOMINUS TECUM. - GOSS MICH JOHAN SCHMID A GRUENEK BURGER IN CHUR 1760[27]
- 1761 – Reformierte Kirche Celerina Crasta. Inschrift: VIVAT LEX VIVAT GREX ALIIS SERVIO MIHI CONSUMOR. ADY IENER. - GIO: FRIZONI PASTORE A CELLERINA / GIO: FRIZONI / LORENZO MLORANI / GIO: MALORANI. GOSS MICH JOHAN SCHMID V. GRÜN: BURGER IN CUR 1761[28]
- 1762 – Reformierte Kirche Jenaz. Inschrift: ICH  RUFFEN EUCH ZUM HAUS DES HERRN DAS WORT ANZUHÖREN. GOSS MICH JOHAN SCHMID A GRÜNECK BURGER IN CHUR 1762[29]
- 1762 – Reformierte Kirche Tamins. Inschrift: SOLI DEO GLORIA 1762 JOHANNES SCHMID VON GRÜNECK IN CHUR GOS MICH.[30]
- 1763 – Reformierte Kirche Sils-Baselgia. Inschrift: SI DEUS PRO NOBIS QUIS CONTRA NOS. SOLI DEO GLORIA. - GOSS MICH JOHANN SCHMID A GRUEN BURGER IN CHUR 1763. NICOLAUS ZAFFIUS CIVIS ET TRIBUNUS CURIAE ET MUNICEPS IN SILIS FUSAE HUYUS CAMPANAE DIRECTOR.[31]
- 1764 – Reformierte Kirche Trimmis. Inschrift: LOBESTS DES HERREN NAMEN EWIGLICH. - JOHANNES SCHMID BURGER IN CHUR UND CHRISTIAN FELIX A VELDKIRCH GOSSEN MICH 1764.[32]